# Eresiomera osheba
Eresiomera osheba är en fjärilsart som beskrevs av Holland 1890. Eresiomera osheba ingår i släktet Eresiomera och familjen juvelvingar. Inga underarter finns listade i Catalogue of Life.